# Аканиевые
Аканиевые (лат. Akaniaceae) — семейство цветковых растений порядка Капустоцветные (Brassicales).

## Ботаническое описание

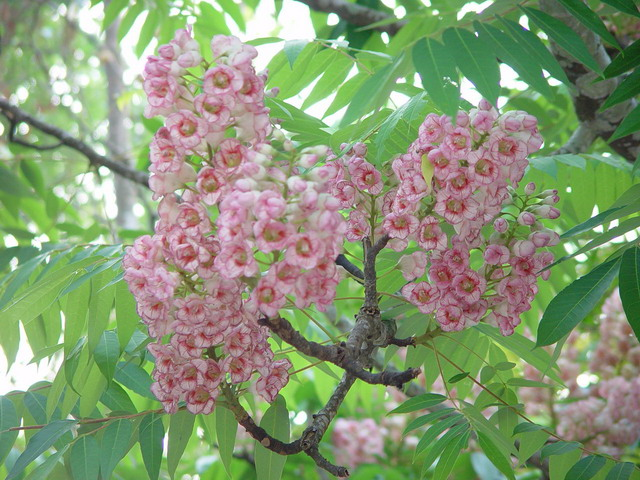
Бретшнейдера китайская (Bretschneidera sinensis)

## Таксономия
Семейство Аканиевые включает 2 рода:
- Akania Hook.f. с единственным видом Akania bidwillii (Hend. ex Hogg) Mabb.
- Bretschneidera Hemsl. — Бретшнейдера с единственным видом Bretschneidera sinensis Hemsl. — Бретшнейдера китайская